# Klarić
Klarić je priimek v Sloveniji, ki ga je po podatkih Statističnega urada Republike Slovenije na dan 1. januarja 2010 uporabljalo 170 oseb. 

## Znani tuji nosilci priimla
- Mirka Klarić (*1934), hrvaška operna pevka
- Zlatko Klarić (*1956), hrvaški šahovski velemojster